# Alessa Flores
Alessa Méndez Flores (Frontera, Tabasco, 20 de mayo de 1988-Ciudad de México, 13 de octubre de 2016), más conocida como Alessa Flores,  fue una activista transexual en defensa de los derechos de las personas transexuales y de las trabajadoras sexuales. Fue asesinada en 2016 en un hotel en la Ciudad de México.

## Biografía
Nacida en Tabasco, Alessa emigró a Tamaulipas en su juventud por presiones familiares, donde vivió con su abuelo. Tras varios años de aislamiento social ─incluyendo la ruptura con su familia─ y sin oportunidades laborales, se insertó en el trabajo sexual. En 2012 se mudó a la Ciudad de México, donde se vinculó con organizaciones y colectivos de derechos humanos.
Al percatarse de la marginalidad de las personas trans que se dedican al trabajo sexual, se convirtió en activista. Abrió un canal en YouTube (Memorias de una puta) donde desmentía mitos sobre las personas transexuales y la prostitución: «Ser una trabajadora sexual no es fácil. El hecho de que yo haga vídeos de esta índole no quiere decir que sea un tutorial (...) Yo no quiero que nadie más se venda. Y no es envidia ni egoísmo ni nada. Simple y sencillamente, chicas, hay muchas opciones. El trabajo sexual no es malo, pero tampoco debe ser lo único».
Alessa era integrante de la Red de Jóvenes Trans desde 2013, desde donde hacía activismo, impartía talleres y participaba en mesas de discusión.  También formó parte de la asociación Movimiento Diversidad Progresista.
En 2015, Alessa fue discriminada, junto con la activista Jessica Marjane Durán, por utilizar un sanitario público en el centro comercial Reforma 222 de la Ciudad de México. Ambas fueron abordadas por el personal de seguridad, quienes las hostigaron al solicitarles sus documentos de identidad. Jessica Marjane interpuso una demanda de amparo por daño físico y moral, misma que fue atraída en 2020 por la Suprema Corte de Justicia de la Nación.

### Asesinato
Una semana antes de su asesinato en 2016, Flores participó en el Foro Capital Transjóvenes del Instituto de la Juventud de la Ciudad de México, donde consideró que el trabajo sexual se encuentra estigmatizado por la idea de vender el cuerpo, y aseguró que esta noción es usada por los grupos conservadores para descalificar el hecho de que las mujeres hacen público su cuerpo. «Esta idea está equivocada porque todos los trabajadores venden su cuerpo, lo mismo que un obrero [o] un oficinista».
El 13 de octubre de 2016, Alessa fue encontrada muerta en el interior de la habitación de un hotel en la colonia Obrera, en Cuauhtémoc (Ciudad de México). Su cuerpo presentaba indicios de estrangulamiento. Rebeca Peralta, vicepresidenta de la Comisión de la Diversidad de la Asamblea Legislativa del Distrito Federal, solicitó que el homicidio de Alessa fuera considerado como feminicidio, a pesar de que la víctima era considerada como hombre por su identidad legal.
En octubre de 2020 se cumplieron cuatro años del homicidio de Alessa Flores, sin que el caso haya sido resuelto aún.